# Norbert Jacques
Pour les articles homonymes, voir Jacques.
Œuvres principales
- Docteur Mabuse (1921)

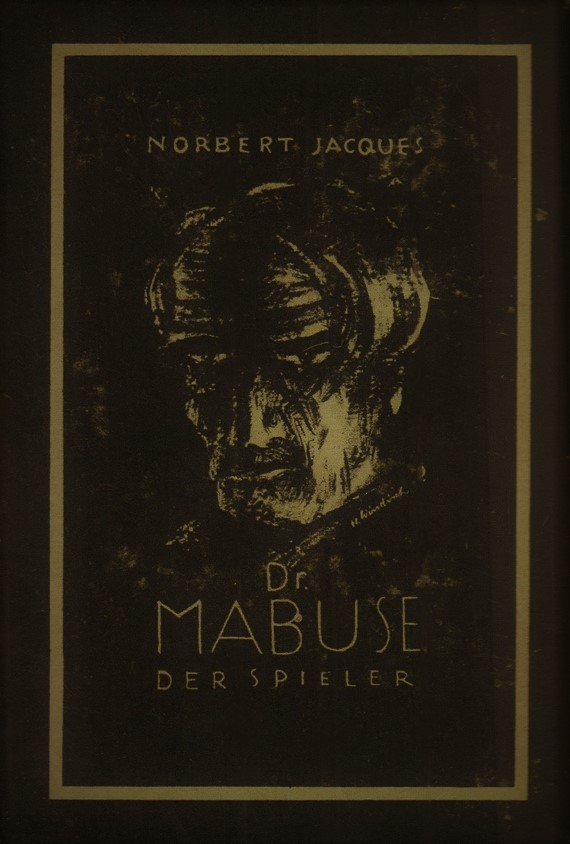
Dr. Mabuse.

Norbert Jacques, né le 6 juin 1880 à Eich, au Luxembourg, et mort le 16 mai 1954 à Coblence, en Allemagne, est un écrivain, journaliste et traducteur luxembourgeois d'expression allemande.

## Biographie
Il fait ses études à Hambourg et à Bonn, avant de se lancer dans le journalisme. Il voyage dans le monde entier dans les années précédant la Première Guerre mondiale. Il signe de nombreux livres de voyage, dont certains ont une portée politique, notamment Die Flüchtlinge. Von einer Reise durch Holland hinter die belgische Front (1915), ouvrage qui s'intéresse au sort des réfugiés pendant la guerre. Il est naturalisé Allemand en 1922 et s'établit dans une ferme près de Lindau, une petite ville de Bavière à proximité du lac de Constance. 
En littérature, il se lance dans le roman d'aventures avec Piraths Insel (1917) et donne également des romans policiers à partir de Docteur Mabuse (Dr Mabuse, der Spieler), paru en 1921. Aujourd'hui, il est principalement connu pour avoir créé le personnage du docteur Mabuse, hypnotiseur et génie du crime se dissimulant sous de multiples identités, que l'on peut rapprocher du personnage de Fantômas créé à la même époque en France par Pierre Souvestre et Marcel Allain.
Également traducteur, il adapte en allemand Les Mains d'Orlac de Maurice Renard et des textes de Rudyard Kipling.
En mai 1940, il se met au service de la propagande culturelle nazie et publie divers ouvrages présentant le Luxembourg — neutre mais néanmoins occupé et de facto annexé contre son gré — comme un vieux pays allemand. Au lendemain de la libération, il est poursuivi pour collaboration avec l'occupant, agitation pro-nazie, dénonciations et haute trahison. Il est incarcéré à Luxembourg le temps d'instruire le dossier d'accusation ; mais en juillet 1946, après quatre mois de détention, il est finalement expulsé du pays vers l'Allemagne, sa nouvelle patrie depuis 1922, sans avoir été officiellement mis en accusation.

## Œuvre

### Romans

#### SérieDocteur Mabuse
- Dr Mabuse, der Spieler (1921) Publié en français sous le titre Docteur Mabuse, le Joueur, Paris, éditions André Martel, 1954 ; réédition dans une nouvelle traduction intégrale sous le titre Docteur Mabuse, le joueur, Paris/Monaco, Éditions du Rocher, 2001 ; rééd. Auda Isarn, 2024.
- Ingenieur Mars (1923)
- Dr Mabuse letztes Spiel : Roman eines Dämons (1931) Publié en français sous le titre Le Testament du Dr. Mabuse, Paris/Monaco, Éditions du Rocher, 2001

#### Autres romans
- Der Hafen (1910)
- Piraths Insel (1917)
- Landmann Hal (1919)
- Siebenschmerz (1919)
- Der Trotzturm (1919)
- Die heilige Lant (1920)
- Die Frau von Afrika. Roman aus den Tropen (1921)
- Die Pulvermühle (1922)
- Mensch gegen Mensch (1924)
- Gold in Afrika (1931)
- Mann und Teufel (1934)
- Der Bundschuhhauptmann (1936)
- Der Herr des Hafens. Ein abenteuerlicher Roman (1937)
- Keine Macht über Isabel (1939)
- Verwirrung im Bellvue-Hotel (1943)
- Am Rande der Welt (1947)
- Tsetse. Ein Afrika-Roman (1950)

### Livres de voyage
- Im Banne (1901)
- Funchal, eine Geschichte der Sehnsucht (1909)
- Heisse Städte. Eine Reise nach Brasilien (1911)
- Die Flüchtlinge. Von einer Reise durch Holland hinter die belgische Front (1915)
- London und Paris im Krieg. Erlebnisse auf Reisen durch England und Frankreich in Kriegszeit (1915)
- Im Kaleidoskop der Weltteile. Reisen von Norbert Jacques (1920)
- Auf dem chinesischen Fluß (1921)
- Sturmbock. Eine Segelschiffsreise durch den Stillen Ozean (1922)
- Die Zwei in der Südsee (1922)
- Südsee. Ein Reisebuch (1922)
- Funchal. Eine Geschichte der Leidenschaft (1924)
- Im Morgengrauen (1925)
- Afrikanisches Tagebuch (1936)
- Wirbel der Welt. Erlebnisse, Berichte, Ereignisse (1942)
- Die Karte auf der Kugel. Ritter Martin Behaim, Globusmacher und Seefahrer (1942)
- Das Erbe auf Sumatra (1949)
- Von Feuerland bis zum Äquator (1953)

### Biographies
- Mariens Tor (1922)
- Leidenschaft. Ein Schiller-Roman (1939)
- Die Karte auf der Kugel. Ritter Martin Behaim, Globusmacher und Seefahrer (1942)
- Der Trommler Barnum (1943)
- Der Sternenrechner Behaim (1947)

### Mémoires
- Mit Lust gelebt (1950)

## Sources
: document utilisé comme source pour la rédaction de cet article.
- Claude Mesplède (dir.), Dictionnaire des littératures policières, vol. 2 : J - Z, Nantes, Joseph K, coll. « Temps noir », 2007, 1086 p. (ISBN 978-2-910-68645-1, OCLC 315873361), p. 23-24.
- Germaine Goetzinger & Claude D. Conter (sous la direction de), Luxemburger Autorenlexikon; édité par le Centre national de littérature à Mersch, Grand-Duché de Luxembourg, en 2007; 687 pages.  (ISBN 978-2-919903-06-1). - Pour Norbert Jacques, cf. les pp. 291-294.